# Ocularia juheli
Ocularia juheli là một loài bọ cánh cứng trong họ Cerambycidae.